# Блатцев, Иван Анатольевич
Иван Анатольевич Блатцев (24 января 1989) — российский борец греко-римского стиля, призёр чемпионатов России.

## Карьера
В июне 2009 года в Краснодаре стал бронзовым призёром чемпионата России. В январе 2010 года в Тюмени завоевал бронзовую медаль на Гран-при Ивана Поддубного. В ноябре 2012 года в Москве в составе сборной России стал обладателем Кубка Европейских наций.

## Спортивные результаты
- Чемпионат России по греко-римской борьбе 2009 — ;
- Гран-при Ивана Поддубного 2010 — ;
- Чемпионат России по греко-римской борьбе 2010 — ;
- Чемпионат мира по борьбе среди студентов 2010 — ;
- Чемпионат мира по борьбе среди студентов 2012 — ;
- Кубок Европейских наций 2012 — ;